# 황예슬
황예슬(1987년 11월 2일~)은 대한민국의 유도 선수이다.
2012년 하계 올림픽에 참가하였으나 동메달 결정전에서 패하여 5위를 기록했다.